# Seznam rybníků v okrese Třebíč
Seznam rybníků v okrese Třebíč zahrnuje rybníky, které se nalézají v okrese Třebíč. Jsou zde zařazeny vodní plochy, jejichž rozloha přesahuje 5 hektarů či jsou tato vodní díla něčím významná (např. jsou vyhlášena jako chráněné území).

## Seznam
| Vodní plocha                      | Obrázek                                        | Rozloha (ha) | Vodní tok        | Obec                           | GPS                              | Poznámky        |
| --------------------------------- | ---------------------------------------------- | ------------ | ---------------- | ------------------------------ | -------------------------------- | --------------- |
| Dubovec                           |                                                | 31,8         | Maršovecký potok | Zahrádka                       | 49°13′26″ s. š., 16°5′46″ v. d.  |                 |
| Studenecký rybník                 |                                                | 26,9         | Okarecký potok   | Studenec                       | 49°13′8″ s. š., 16°3′6″ v. d.    |                 |
| Nový u háje                       |                                                | 26,7         | Rokytka          | Moravské Budějovice            | 49°3′5″ s. š., 15°46′59″ v. d.   |                 |
| Velký Bor                         |                                                | 22           | nepojmenovaný    | Trnava                         | 49°15′58″ s. š., 15°55′47″ v. d. |                 |
| Netušil                           |                                                | 17,2         | nepojmenovaný    | Okarec                         | 49°12′35″ s. š., 16°5′48″ v. d.  |                 |
| Valdíkovský rybník                |                                                | 16,7         | Mlýnský potok    | Valdíkov                       | 49°14′40″ s. š., 15°59′19″ v. d. |                 |
| Šingrot                           |                                                | 13           | Vranínský potok  | Moravské Budějovice            | 49°3′14″ s. š., 15°46′13″ v. d.  | též Nový rybník |
| Opatský rybník                    |                                                | 12,9         | Mlýnský potok    | Valdíkov                       | 49°14′20″ s. š., 15°59′7″ v. d.  |                 |
| Bohušický rybník                  |                                                | 12,7         | Rokytka          | Bohušice                       | 49°4′55″ s. š., 15°51′ v. d.     |                 |
| Stejskal                          |                                                | 12,6         | Maršovecký potok | Zahrádka                       | 49°13′3″ s. š., 16°6′4″ v. d.    |                 |
| Steklý rybník                     |                                                | 11,8         | Stařečský potok  | Krahulov                       | 49°13′6″ s. š., 15°46′38″ v. d.  |                 |
| Pastvištní rybník                 |                                                | 11,4         | Stařečský potok  | Stařeč                         | 49°12′26″ s. š., 15°48′32″ v. d. |                 |
| Vidlák                            |                                                | 11,4         | Jakubovský potok | Jakubov u Moravských Budějovic | 49°5′32″ s. š., 15°45′5″ v. d.   |                 |
| Pyšelák                           |                                                | 11,2         | nepojmenovaný    | Budišov                        | 49°15′31″ s. š., 16°1′53″ v. d.  |                 |
| Vidlák                            |                                                | 11,2         | Brtnice          | Opatov                         | 49°12′39″ s. š., 15°39′35″ v. d. |                 |
| Kacíř                             |                                                | 10,3         | Okarecký potok   | Pozďatín                       | 49°13′43″ s. š., 16°2′17″ v. d.  |                 |
| Silniční rybník                   |                                                | 10,2         | Rouchovanka      | Lipník                         | 49°8′23″ s. š., 15°57′6″ v. d.   |                 |
| Rathan                            |                                                | 9,6          | nepojmenovaný    | Náměšť nad Oslavou             | 49°12′46″ s. š., 16°8′19″ v. d.  |                 |
| Okrouhlík                         |                                                | 8,5          | Rouchovanka      | Lipník                         | 49°8′29″ s. š., 15°56′38″ v. d.  |                 |
| Berkules (také Horní rybník)      |                                                | 8            | Podkovák         | Pyšel                          | 49°15′10″ s. š., 16°3′19″ v. d.  |                 |
| Nový rybník                       |                                                | 7,5          |                  | Třebíč                         | 49°13′55″ s. š., 15°54′57″ v. d. |                 |
| Židloch                           |                                                | 7,3          |                  | Třebíč                         | 49°14′3″ s. š., 15°54′37″ v. d.  |                 |
| Ostrovec                          |                                                | 7,2          | Okarecký potok   | Pozďatín                       | 49°13′57″ s. š., 16°2′22″ v. d.  |                 |
| Červený rybník                    |                                                | 7            | Želetavka        | Jemnice                        | 49°1′58″ s. š., 15°34′3″ v. d.   |                 |
| Malý Bor                          |                                                | 6,7          | nepojmenovaný    | Trnava                         | 49°15′48″ s. š., 15°56′9″ v. d.  |                 |
| Panský rybník                     |                                                | 6,6          | Želetavka        | Želetava                       | 49°7′48″ s. š., 15°39′38″ v. d.  |                 |
| Brda                              | Rybník Brda. Labuť velká. Okres Třebíč, Česko. | 6,6          | Zátoky           | Výčapy                         | 49°8′47″ s. š., 15°54′6″ v. d.   |                 |
| Starý rybník                      |                                                | 6,4          | nepojmenovaný    | Třebíč                         | 49°13′37″ s. š., 15°55′15″ v. d. |                 |
| Utopenec                          |                                                | 6,4          | Bačický potok    | Biskupice-Pulkov, Krhov        |                                  |                 |
| Zlatomlýn                         |                                                | 6,2          | Brtnice          | Opatov                         | 49°14′26″ s. š., 15°39′37″ v. d. |                 |
| Míšník                            |                                                | 6,2          | nepojmenovaný    | Zahrádka                       | 49°14′14″ s. š., 16°6′18″ v. d.  |                 |
| Voráč                             |                                                | 5,7          | Jakubovský potok | Jakubov u Moravských Budějovic | 49°5′46″ s. š., 15°45′21″ v. d.  |                 |
| Donát                             |                                                | 5,5          | Okarecký potok   | Pozďatín                       | 49°14′8″ s. š., 16°3′ v. d.      |                 |
| Přibyl                            |                                                | 5,4          | Okarecký potok   | Smrk                           | 49°13′44″ s. š., 16°1′29″ v. d.  |                 |
| Vrbinec                           |                                                | 5,3          | Okarecký potok   | Pozďatín                       | 49°13′33″ s. š., 16°2′54″ v. d.  |                 |
| Jinšov                            |                                                | 5,2          | Hladovský potok  | Opatov                         | 49°12′43″ s. š., 15°38′58″ v. d. |                 |
| Vícenický žleb                    |                                                | 5,2          | Okarecký potok   | Náměšť nad Oslavou             | 49°12′4″ s. š., 16°8′38″ v. d.   |                 |
| Zárubický rybník (jinak i Klárka) |                                                | 5,2          | nepojmenovaný    | Zárubice                       | 49°7′21″ s. š., 15°59′15″ v. d.  |                 |
| Sádecký rybník                    |                                                | 5            | Římovka          | Čáslavice                      | 49°9′17″ s. š., 15°47′38″ v. d.  |                 |